# Волтер Марч
Волтер Марч (Мьорч, англ. Walter Murch) (12 липня 1943 , Нью-Йорк, Нью-Йорк ) — американський кіномонтажер, режисер, письменник і саунд-дизайнер. Його роботи, зокрема THX 1138, Апокаліпсис сьогодні, Хрещений Батько I, II, і III, Американське Графіті, Розмова, Привид та Англійський Пацієнт отримали три «Оскари» (після дев'яти номінацій: шість за монтаж і три за зведення звуку).